# Hauptschule

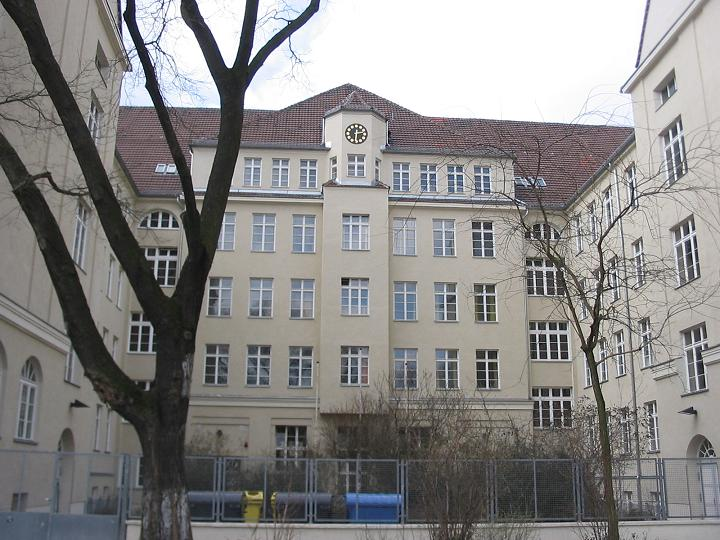
Hauptschule w dzielnicy Neukölln w Berlinie

Hauptschule (niem. szkoła główna) – niemiecka szkoła osiągająca stopień przygotowania do nauki zawodu. 
Uczęszczają do niej uczniowie, którzy ukończyli czteroletnią Grundschule (niem. szkołę podstawową).
Hauptschule liczy 5 lub 6 klas (od klasy 5. do 9. lub 10.); w 8. klasie istnieje możliwość dodatkowych zajęć (niem. Zusatzunterricht), do których są dopuszczani uczniowie ze średnią ocen 3,0 (w niemieckim systemie oceniania), aby po ukończeniu 9. klasy mieli możliwość awansu do Realschule (niem. szkoły realnej).
Po ukończeniu Hauptschule uczeń otrzymuje świadectwo ukończenia szkoły głównej (niem. Hauptschulabschluss), a po ukończeniu szkoły realnej Realschule świadectwo ukończenia szkoły realnej (niem. Realschulabschluss), które po dodatkowym kształceniu może dać uczniowi szansę na zdawanie matury. 
Hauptschulabschluss nie daje tych możliwości; można wtedy jedynie przysposabiać się do zawodu.